# 連続式蒸留機

凡例
- A 醪塔（analyser）
- B 精留塔（rectifier）
- 1 醪（wash）
- 2 加熱用の水蒸気
- 3 蒸留残渣
- 4 アルコールを含む蒸気
- 5 精留塔で凝縮した成分は醪と混合され再び醪塔に送られる
- 6 蒸留酒
- 7 凝縮器（condenser）

連続式蒸留機（れんぞくしきじょうりゅうき、連続式蒸溜機、英：Column still）とは、アルコール発酵した酒の醪を連続的に蒸留することで、不純物を除去しエタノールを精製する装置。化学工業の様々な分野に用いられ、蒸留酒の製造にも用いられている。
イギリス統治下のアイルランドの税官吏だったアエネアス・コフィ（カフェ）が1830年に特許を取り、スコットランドのウィスキー業者が採用したことでスコッチ・ウイスキーの増産に繋がったと言われている。

## ギャラリー

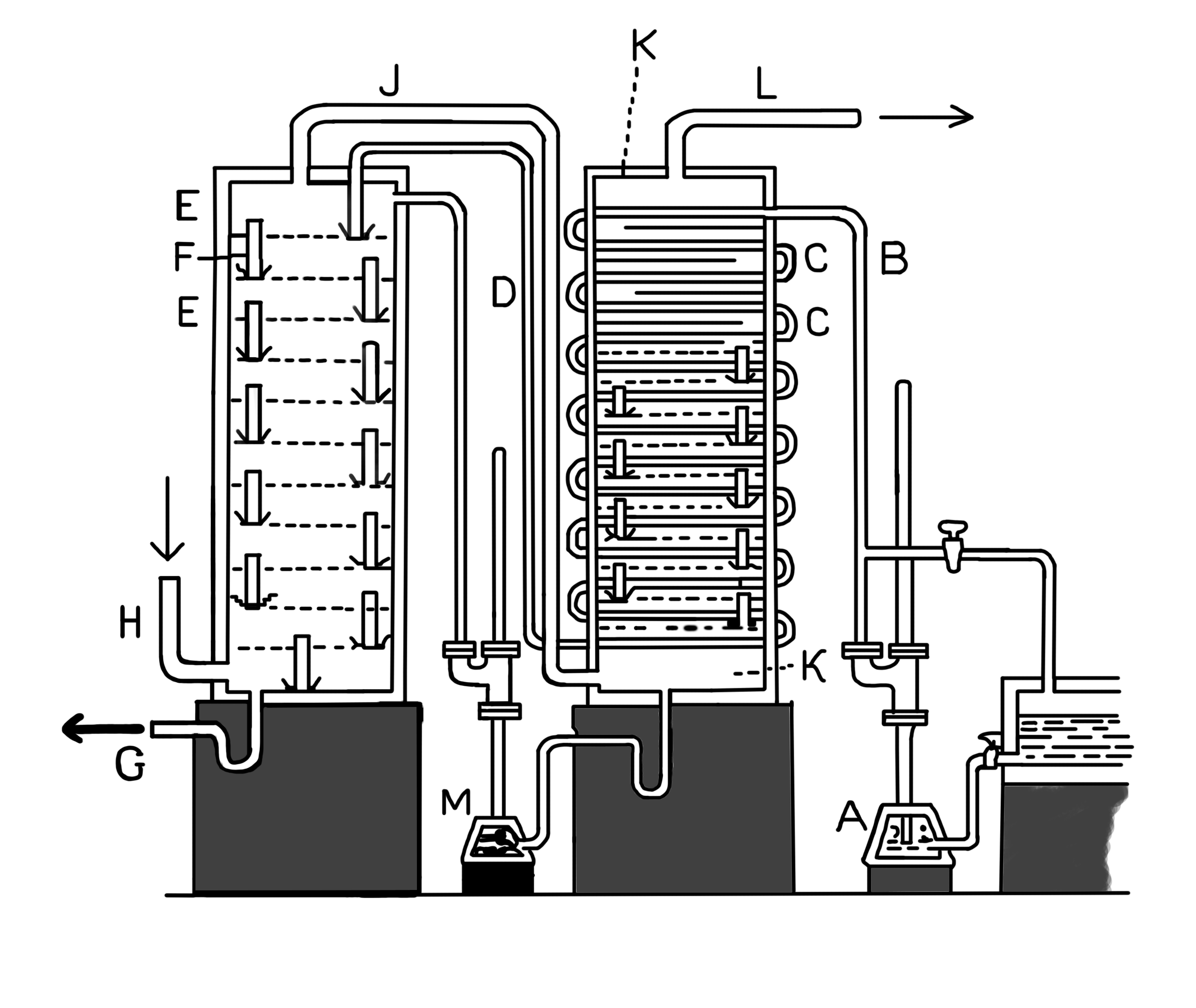
シドニー・ヤング著「fractional distillation」による、カフェ式連続式蒸留機（英語版）の図解 (1903年)
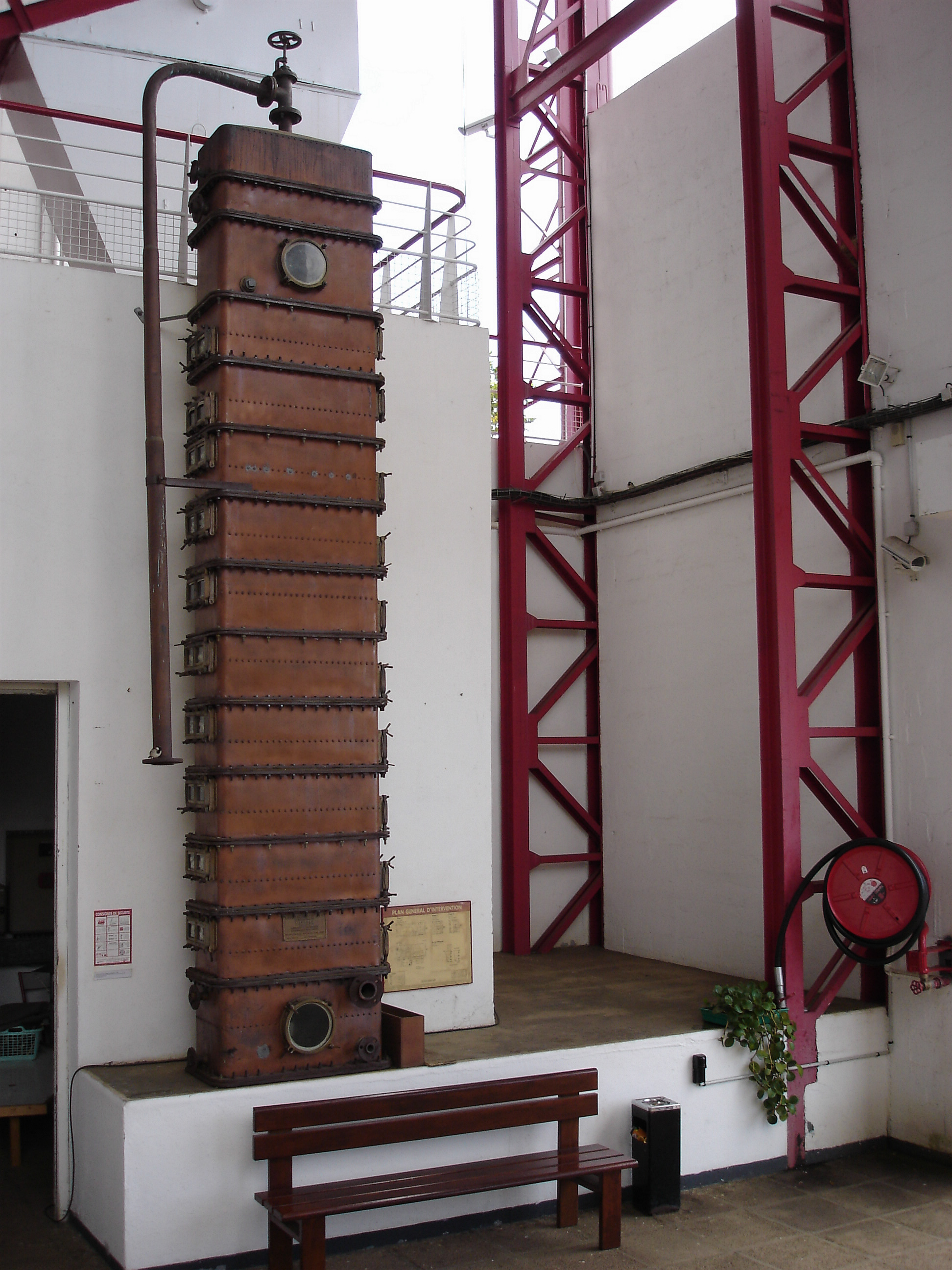
連続式蒸留機、Stella Matutina博物館、レユニオン (2004年11月)
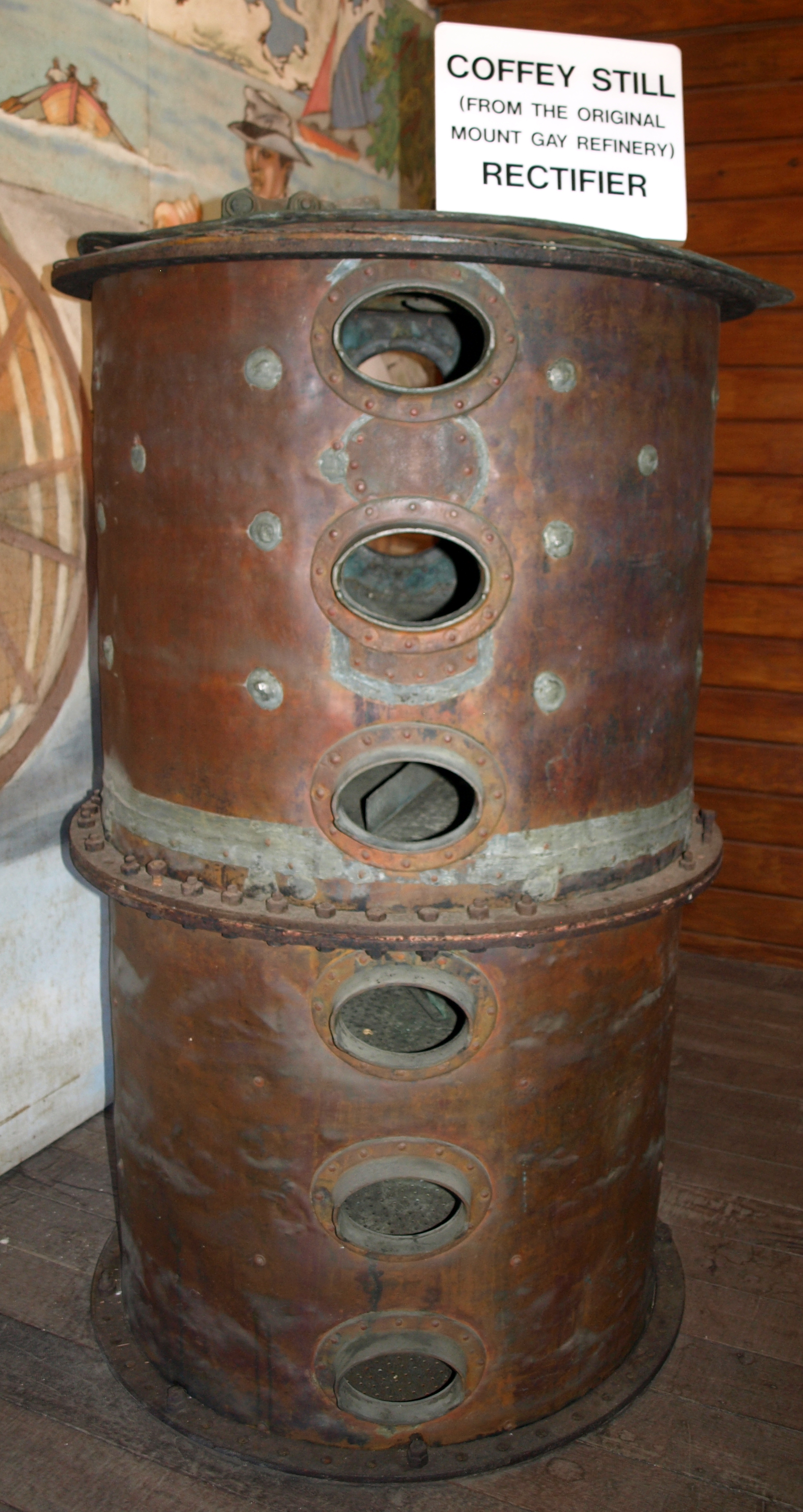
Mount Gay Rum蒸留所博物館に展示されているカフェ式連続式蒸留機、バルバドス (2009年3月)
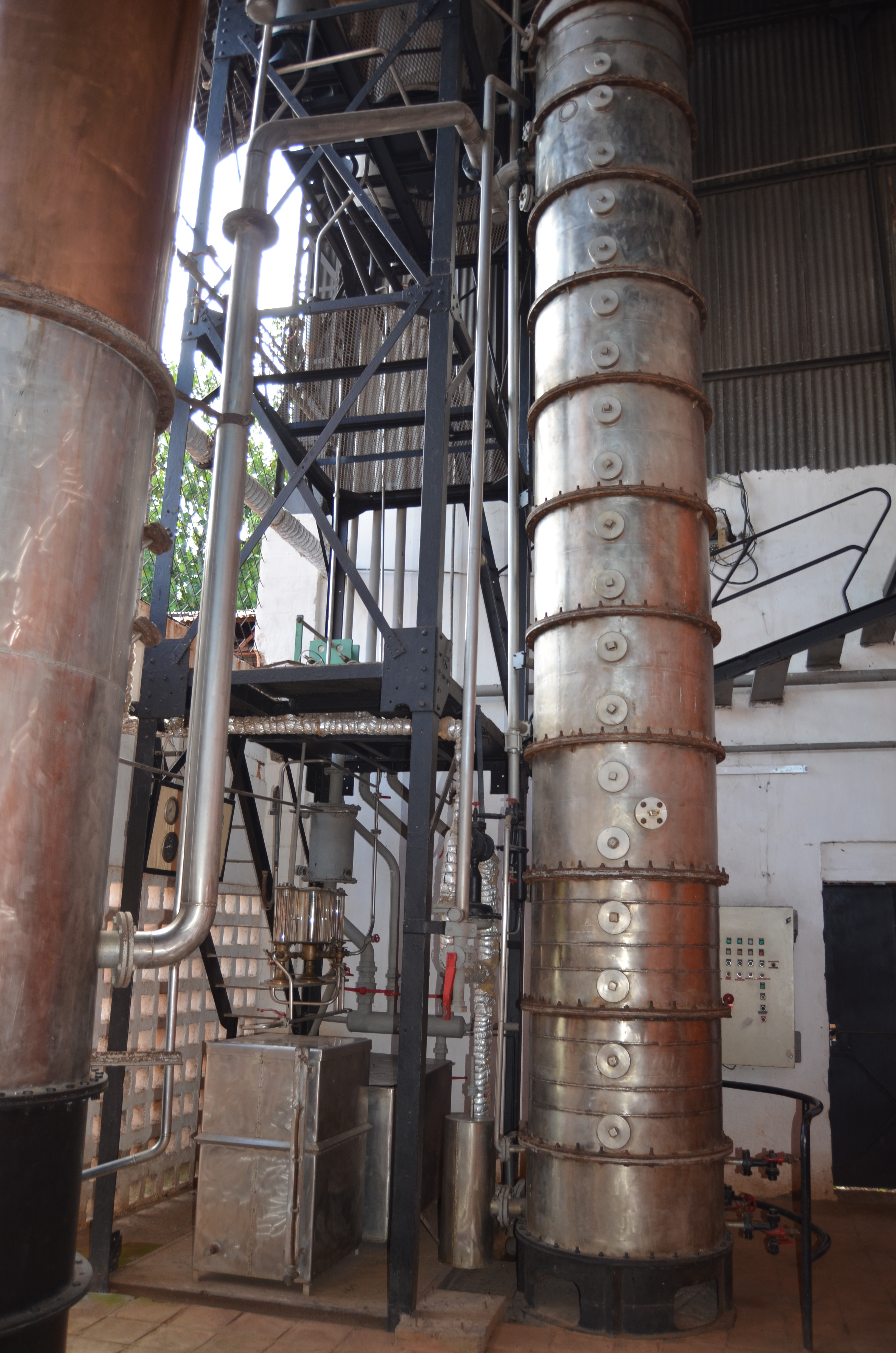
ラム酒生産に使われる連続式蒸留機、マダガスカル・ノシ・ベ島 (2013年1月)
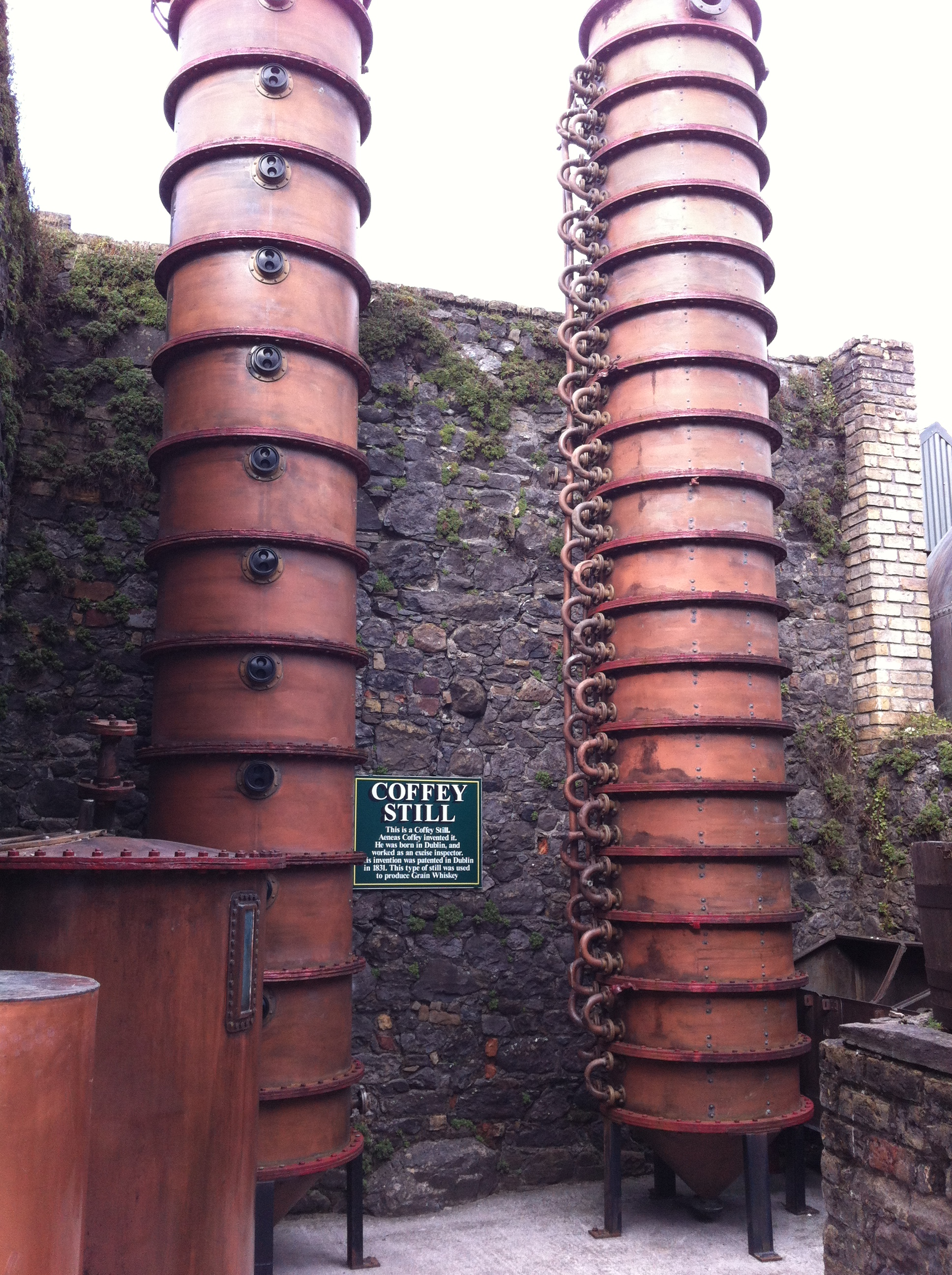
カフェ式連続式蒸留機、キルベガン蒸留所、アイルランド・ウェストミース県 (2013年3月)